# Cadena de sentido
En genética, una cadena de sentido, o cadena de codificación, es el segmento dentro del ADN de doble cadena que se extiende de 5 'a 3', y que es complementario a la cadena antisentido de ADN, o cadena de plantilla, que se extiende de 3 'a 5'. La cadena de sentido es la cadena de ADN que tiene la misma secuencia que el ARNm, que toma la cadena antisentido como plantilla durante la transcripción y eventualmente sufre (típicamente, no siempre) traducción en una proteína. La cadena antisentido es, por lo tanto, responsable del ARN que luego se traduce en proteína, mientras que la cadena sensorial posee una composición casi idéntica a la del ARNm. Tenga en cuenta que para cada segmento de ADNds (doble sentido), posiblemente habrá dos conjuntos de sentido y antisentido, dependiendo de la dirección que se lea (ya que sentido y antisentido es relativo a la perspectiva). En última instancia, es el producto génico, o ARNm, el que dicta qué cadena de un segmento de ADNds llamamos sentido o antisentido. Pero tenga en cuenta que a veces, como en los procariotas, la superposición de genes en cadenas opuestas significa que el sentido de un ARNm puede ser el antisentido para otro ARNm.
El producto inmediato de esta transcripción es una transcripción de ARN inicial resultante, que contiene una secuencia de nucleótidos que es idéntica a la de la cadena sensorial. La excepción a esto es que el uracilo se usa para la secuenciación de nucleótidos de moléculas de ARN en lugar de timina. 
La mayoría de las transcripciones de ARN eucariotas se someten a edición adicional antes de ser traducidas para la síntesis de proteínas. Este proceso generalmente implica la eliminación de intrones de la transcripción de ARN inicial, la adición de una tapa de nucleótido de guanina metilada en el extremo 5 'y la adición de una cola poli-A en el extremo 3'. Este proceso de eliminación se conoce como empalme. El producto final se conoce como ARNm maduro. El ARNm procariota no se somete al mismo proceso. 
Estrictamente hablando, sólo el ARNm hace "sentido" con el código genético, como la proteína traducida secuencia del péptido puede deducirse directamente de esta hebra. La cadena de ADN "antisentido" es complementaria a la cadena de "sentido" y es la plantilla real para la síntesis de ARNm. 
Conocer la diferencia entre las hebras sentido y antisentido es importante en ciertas aplicaciones de biología molecular. Por ejemplo, en las tecnologías de expresión de microarrays, es importante saber qué cadena se "ve" en la matriz. Una matriz puede corresponder a cualquiera de las cadenas; sin embargo, una sola matriz estará hecha completamente de hebras "sentido" o "antisentido". 
Identificar las diferentes cadenas también es importante para comprender los pequeños ARN interferentes, o ARNip. 